# Ольга Данилович
Олга Данилович (серб. Олга Даниловић) — сербська тенісистка, триразова чемпіонка юнацьких турнірів Великого шолома в парному розряді.
Свій перший турнір WTA Данилович виграла в 17 років на кубку Москви-ріки 2018 року, причому вона була на тому турнірі щасливою лузеркою. Її супротивниця в фіналі теж була 17-річною. Данилович стала першою переможницею турніру WTA-туру, народженою в 21 столітті. На шляху до перемоги вона здолала десяту ракетку світу Юлію Ґерґес.
Ольга — донька сербського баскетболіста Предрага Даниловича.

## Кар'єра

### 2018 – Дебютний прорив
Липень: У віці 17 років Данилович виграла свій перший титул WTA на турнірі Moscow River Cup, ставши першою тенісисткою, народженою у 2000-х роках, яка здобула перемогу на турнірі WTA.
Вересень: Уперше увійшла до топ-100 рейтингу WTA.

### 2019–2020 – Період стабілізації
Продовжувала виступи на турнірах ITF та WTA, досягаючи чвертьфіналів і півфіналів, зокрема на турнірах у Монтре (Швейцарія) та Індіан-Веллсі (США).

### 2021 – Перші успіхи на турнірах Великого шолома
Australian Open: Уперше пройшла кваліфікацію та виграла матч основної сітки на турнірі Великого шолома, обігравши Петру Мартич у першому колі.
Липень: Досягла чвертьфіналів на турнірах WTA в Будапешті та Палермо.

### 2022 – Повернення до фіналів
Лозанна: Досягла фіналу турніру WTA 250 у Лозанні, поступившись Петрі Мартич. Також виграла парний титул разом із Крістіною Младенович.

### 2023 – Повернення до топ-100
Травень: Виграла турнір ITF W100 у Мадриді, обігравши Сару Соррібес Тормо у фіналі. 
Ролан Гаррос: Пройшла до третього кола, де поступилася Онс Жабер.
Липень: Здобула титул WTA 125 у Бостаді, обігравши Емму Наварро у фіналі.

### 2024 – Другий титул WTA
Жовтень: Виграла турнір WTA 250 у Гуанчжоу, обігравши Каролін Долехайд у фіналі.
Ролан Гаррос: Досягла четвертого кола, обігравши, зокрема, Даніель Коллінз.

### 2025 – Прогрес і визначні досягнення сезону
Січень: На Australian Open досягла четвертого кола, обігравши Джесіку Пегулу у третьому колі.
Березень: Виграла турнір WTA 125 у Анталії, обігравши Вікторію Хіменес Касінцеву у фіналі.
Квітень: Досягла фіналу турніру WTA 250 у Руані, поступившись Еліні Світоліній.
Квітень: Досягла найвищого рейтингу в кар'єрі – 34 місце у світі.

## Рейтинги WTA Ольги Данилович за роками
| Рік  | Найвищий рейтинг (одиночний) | Підсумковий рейтинг року (одиночний) |
| ---- | ---------------------------- | ------------------------------------ |
| 2025 | 34                           | —                                    |
| 2024 | 51                           | 53                                   |
| 2023 | 93                           | 116                                  |
| 2022 | 106                          | 150                                  |
| 2021 | 126                          | 131                                  |
| 2020 | 168                          | 183                                  |
| 2019 | 109                          | 187                                  |
| 2018 | 96                           | 103                                  |
| 2017 | 324                          | 465                                  |
| 2016 | 903                          | —                                    |

Джерело: WTA

## Титули Ольги Данилович на турнірах WTA (одиночний розряд)
| № | Назва турніру                              | Категорія | Результат | Дата фіналу     | Суперниця                  | Рахунок по сетах   |
| - | ------------------------------------------ | --------- | --------- | --------------- | -------------------------- | ------------------ |
| 1 | Moscow River Cup (Москва, Росія)           | WTA 250   | 2–1       | 29 липня 2018   | Анастасія Потапова         | 7–5, 6–7(1–7), 6–4 |
| 2 | Nordea Open (Бостад, Швеція)               | WTA 125   | 2–1       | 15 липня 2023   | Емма Наварро               | 7–6(7–4), 3–6, 6–3 |
| 3 | Guangzhou Open (Гуанчжоу, Китай)           | WTA 250   | 2–0       | 27 жовтня 2024  | Каролін Долехайд           | 6–3, 6–1           |
| 4 | Megasaray Hotels Open (Анталія, Туреччина) | WTA 125   | 2–0       | 30 березня 2025 | Вікторія Хіменес Касінцева | 6–2, 6–3           |

## Статистика

### Фінали турнірів WTA

#### Одиночний розряд: 4 (2 титули, 2 поразки)
| Результат | В-П | Рік         | Турнір                                    | Поверхня | Рівень      | Супротивниця       | Рахунок            |
| --------- | --- | ----------- | ----------------------------------------- | -------- | ----------- | ------------------ | ------------------ |
| Перемога  | 1–0 | 29 лип 2018 | Moscow River Cup, Росія                   | Ґрунт    | Міжнародний | Анастасія Потапова | 7–5, 6–7(1–7), 6–4 |
| Поразка   | 1–1 | Лип 2022    | WTA Swiss Open, Швейцарія                 | WTA 250  | Ґрунт       | Петра Мартич       | 4–6, 2–6           |
| Перемога  | 2–1 | Жов 2024    | Guangzhou International Women's Open, КНР | WTA 250  | Тверде      | Керолайн Долегайд  | 6–3, 6–1           |
| Поразка   | 2–2 | Кві 2025    | Open de Rouen, Франція                    | WTA 250  | Ґрунт       | Еліна Світоліна    | 4–6, 6–7(8–10)     |

### Парний розряд: 4 (2 титули, 2 поразки)
| Результат | В–П | Дата     | Турнір                    | Рівень      | Покриття   | Партнерка           | Супротивниці                    | Рахунок          |
| --------- | --- | -------- | ------------------------- | ----------- | ---------- | ------------------- | ------------------------------- | ---------------- |
| Перемога  | 1–0 | Вер 2018 | Tashkent Open, Узбекистан | Міжнародний | Тверде     | Тамара Зіданшек     | Ірина-Камелія Бегу Ралука Олару | 7–5, 6–3         |
| Поразка   | 1–1 | Бер 2021 | WTA Lyon Open, Франція    | WTA 250     | Тверде (i) | Ежені Бушар         | Вікторія Грунчакова Аранча Рус  | 6–3, 5–7, [7–10] |
| Перемога  | 2–1 | Лип 2022 | WTA Swiss Open, Швейцарія | WTA 250     | Ґрунт      | Крістіна Младенович | Ульрікке Ейкері Тамара Зіданшек | walkover         |
| Поразка   | 2–2 | Лют 2023 | Lyon Open, Франція        | WTA 250     | Тверде (i) | Олександра Панова   | Крістіна Букша Бібіана Схофс    | 6–7(5–7), 3–6    |

### Фінали юніорських турнірів Великого шолома

#### Парний розряд: 3 (3 титули)
| Результат | Рік  | Турнір      | Поверхня | Партнерка          | Супротивниці                       | Рахунок          |
| --------- | ---- | ----------- | -------- | ------------------ | ---------------------------------- | ---------------- |
| Перемога  | 2016 | French Open | Ґрунт    | Паула Аріас Манхон | Олеся Первушина Анастасія Потапова | 3–6, 6–3, [10–8] |
| Перемога  | 2017 | Wimbledon   | Трава    | Кая Юван           | Кейті Макнеллі Вітні Осуїгве       | 6–4, 6–3         |
| Перемога  | 2017 | US Open     | Хард     | Марта Костюк       | Лея Бошкович Ван Сіюй              | 6–1, 7–5         |

## Зовнішні посилання
- Досьє на сайті Жіночої тенісної асоціації

## Виноски
1. ↑  ITF website
2. ↑  http://www.coretennis.net/tennis-player/olga-danilovic/71987/profile.html

| Тенісист | Це незавершена стаття про тенісиста чи тенісистку. Ви можете допомогти проєкту, виправивши або дописавши її. |